# Elektromagnetiskt fält
Elektromagnetiska fält består av oscillerande elektriska och magnetiska fält, därav namnet. Fälten genererar sig själva under vissa förutsättningar och beskrivs fullständigt av Maxwells ekvationer. Dessa ekvationer är dock mycket svårlösliga, om inte randvillkoren är någorlunda goda. Magnetiska fält och elektriska fält är alltid vinkelräta mot varandra. Elektromagnetiska fält färdas med ljusets hastighet i vakuum och det kan tolkas som en 'transport av energi'.
Elektriska fält baseras på att ett fält uppstår mellan en negativt och en positivt laddad partikel. Det är dock bara en teoretisk konstruktion eftersom det inte finns något fysiskt fält eller eter.
Det finns teoretiska skäl att tro att magnetfält genereras av nordpartiklar och sydpartiklar, så kallade monopoler, men detta har inte kunnat verifieras experimentellt. Maxwells ekvationer skulle då behövas modifieras, men eftersom de är linjära har det inte så stor påverkan. Magnetiska fält är också en teoretisk konstruktion.
Fält anses också kunna adderas ihop enligt superpositionsprincipen, men detta är en fysikalisk approximation. Man kan tänka sig att det finns en eter där elektromagnetiska fält utbreder sig, vilket var en teori i början av 1900-talet, ungefär som när ljud transporteras genom luft.
Det är ännu i princip omöjligt att framställa starka magnetiska fält. Men detta går i princip att göra med elektriska fält. Om ett elektriskt fält blir för starkt så kommer materialet mellan laddningarna att börja leda ström, vilket är förklaringen varför blixtar kan transporteras genom luften. Det kräver ett elektriskt fält på omkring 2 000 V/cm.
Elektromagnetiska fält beskrivs ofta som vågor eftersom vågekvationen kan härledas med Maxwells ekvationer. Elektriska och magnetiska fältets styrka fluktuerar mellan varandra så att när elektriska fältet minskar så ökar den magnetiska fältkomponenten, så kallad oscillation. Detta är vad Maxwells ekvationer beskriver.

## Teori
Ett elektromagnetiskt fält (E och B) genererar en kraft F, s.k. Lorentzkraft, på en laddad partikel q
{\displaystyle \mathbf {F} =q(\mathbf {E} +\mathbf {v} \times \mathbf {B} ),}
där v är partikelns hastighet (strömmen).